# Verhobuj, Zolociv
Verhobuj (în ucraineană Верхобуж) este un sat în comuna Koltiv din raionul Zolociv, regiunea Liov, Ucraina.

## Demografie
Componența lingvistică a localității Verhobuj
     Ucraineană (100%)
Conform recensământului din 2001, toată populația localității Verhobuj era vorbitoare de ucraineană (100%).